# Silvio Sgrafetto
Silvio Sgrafetto (Desio, 20 novembre 1943) è un ex calciatore italiano, di ruolo attaccante.

## Caratteristiche tecniche
Giocava come ala, prevalentemente sulla fascia sinistra.

## Carriera

### Club
Originario della provincia di Milano, Sgrafetto fece parte della rosa del Catania per la stagione 1963-1964, in Serie A. Esordì in campionato contro il Lanerossi Vicenza, il 29 settembre 1963 a Catania. Nel corso del torneo fu impiegato in 7 occasioni, giocando la sua ultima gara contro il Milan l'8 marzo 1964. Benché inizialmente incluso nella rosa per la stagione 1964-1965 come riserva, Sgrafetto non fu confermato tra i titolari e non giocò più in massima serie.